# Ab urbe condita
Ab urbe condita (AUC ali a.u.c.) oziroma anno ab urbe condita (a.a.u.c.) po latinsko pomeni leto od ustanovitve mesta Rim, saj so Rimljani leta šteli od ustanovitve Rima (753 pr. n. št.) dalje.
Po tem štetju je letošnje leto (2025 po gregorijanskem koledarju) leto 2778 ab urbe condita .